# Биографический метод в социологии
Биографический метод в социологии (англ. biographical approach, life history) — один из методов качественного исследования в социологии, основанный на парадигмах социологического номинализма и социологического конструктивизма. Представляет собой способы измерения и оценки истории жизни, рассказанных или сообщённых свидетельств о жизни с позиции тех, кто эту жизнь прожил. Состоит из сбора информации, из писем, интервью, дневников, протоколов наблюдений и методов её анализа. Сущность биографического метода заключается в ответе на вопрос, в результате каких механизмов и событий рождается какая-либо конкретная личность, и как в дальнейшем она формирует свою судьбу.

### История
Метод биографического анализа впервые был применён представителями Чикагской социологический школы У. Томасом и Ф. Знанецким в исследовании «Польский крестьянин в Европе и Америке» (Thomas, Znaniecki,1918-1920). Именно они впервые выступили с обоснованием данного метода в рамках теоретического подхода в социологии, полагая, что социальные процессы нужно рассматривать как взаимодействие разума личности и окружающей его реальности. Социологи считали, что исследования, направленные на описание жизненной картины человека, позволят им впоследствии обобщить различные группы, а иногда и субкультуры.
В отечественной социологии биографические методы стали активно применяться в переломные моменты развития российского общества.Первопроходцем стала В. В. Семенова, реконструировавшая стратегии трёх индивидуальных семей. Биографический метод, использованный в её исследовании, показывал всю траекторию жизненных путей, бывших привилегированных представителей, а также типичных образов представителей советского общества.

## Описание
Достоверность проводимого социологом исследования всегда зависит от выбранного метода исследования. Биографический метод представляет собой анализ, сконцентрированный на каком-то определённом индивиде, образе его жизни, среде обитания и различных социальных процессах происходящих на протяжении всей его жизни. Получается, что биографический метод позволяет разобраться во внутреннем мире исследуемого, реконструировать его жизненные ситуации, и спроектировать жизненный путь.
Самым сложным в биографическом анализе было и будет выделение различных социальных либо индивидуальных характеристик в конкретной истории. Очень редко исследователь, описывая картину жизни человека, использует полностью все известные о нём данные, с рождения до кончины. Обычно он выбирает наиболее значимые временные периоды, продвижение по карьерной лестнице, важные события в семье, отношения с членами семьи и окружающими. Большинство известных социологов вместо термина биографический метод используют термин история конкретного случая, доказывая, что используемые данные были выборочными.
Биографический метод в социологии тесно взаимосвязан с устной историей (Oral history), а иногда даже рассматривается как разновидность истории отдельного случая (Case  study). За единицу анализа в данном методе принимается любое описываемое событие. Биографический метод проявляет интерес не только к стандартным, но и к маргинальным смысловым перспективам, снимая разграничения между уникальными и стандартными типичными событиями. В социологии «истории жизни» чаще всего для изучения использовались социальные меньшинства, из-за трудной пространственной и временной локализации.
Н. Дензин составил схему анализа жизни, состоящую из отбора субъекта, описании объективных событий, получении от субъекта интерпретации происходящих событий, анализ полученных данных с целью принятия окончательного решения о достоверности вышеуказанных гипотез.
Полный образ картины существования человека воспринимается как субъективная картина жизненного пути определённого человека. Результаты выявленные в ходе исследования сравниваются с нормативными данными, на основе которых и проводится диагностика психического состояния испытуемого.

## Специфика
Спецификой биографического анализа считают его сфокусированность на субъективной интерпретации аспектов жизни личности, группы (например, семьи), организации. Если метод устной истории — это воссоздание определённых исторических событий с фактологической точностью со слов их участника, то здесь в центре внимания оказывается устное или документальное описание событий с точки зрения самого рассказчика в той форме, в которой субъект жизнеописания переживает, интерпретирует и определяет эти события. В истории жизни присутствуют три типа конкретизации субъекта (по М. Бургосу): субъект в качестве интервьюируемого; субъект как предмет, герой рассказа; и субъект — рассказчик истории. Каждый из этих типов занимает самостоятельное положение в структуре повествования, потому может быть проанализирован отдельно. Ещё одной особенностью является возможность изучения процессуальной социальной жизни.